# Lucile Peytavin
Pour les articles homonymes, voir Peytavin.
Lucile Peytavin, née en 1985, est une essayiste et historienne française féministe.

## Parcours professionnel
Née en 1985, Lucile Peytavin est une spécialiste de l'histoire et des droits des femmes.
De 2013 à 2017, elle est chargée des questions d’égalité professionnelle et de dialogue social pour l’Union des entreprises de proximité.
En 2016, elle rejoint le laboratoire de l'égalité,. Une association loi de 1901 créée en 2016.
En 2019, elle soutient sa thèse de doctorat en histoire intitulée « Histoire relationnelle du genre chez les artisan-e-s-commerçant-e-s de proximité au village (XIXe – XXe siècle) ». Elle montre le rôle majeur que les femmes ont joué dans le développement de l’artisanat et des commerces ruraux. Les femmes concilient le travail dans l’atelier ou la boutique, l’éducation des enfants et les tâches domestiques. Elles sont pourtant considérées par la société comme sans profession.
En mars 2021, elle publie Le Coût de la virilité dans lequel elle étudie les comportements asociaux par sexe.
Elle participe au TEDx Blois en avril 2023.
Depuis 2023 elle est membre du Laboratoire sur l’émancipation économique des femmes de la Fondation des femmes.
Elles est experte dans la prévention des violences pour le cabinet Psytel pour lequel elle a notamment co-écrit un rapport sur le coût des VSSE chez les mineurs pour la CIIVSE
En 2024, elle anime des conférences autour de son ouvrage - paru en format poche en 2023: à la Mairie de Lyon Ier arrondissement ,  au Croisic en Loire Atlantique, au conseil départemental de Haute-Garonne , au planning familial 45 à Orléans. En Australie à l’ambassade de France. 
Son travail a été adapté par Rethinkings economics rattaché à l’université de Lausanne  en 2024.  
Et l’adaptation en version italienne Il costo della virilita (ed. Il pensiero) co-écrit par Ginevra Bersani a reçu le premier prix de vulgarisation scientifique du comité national de la recherche italienne en 2024

## Thématiques
Lucile Peytavin s'interroge sur les conséquences économiques et culturelles de la surreprésentation des hommes dans les comportements à risques et violents. Par exemple, elle se demande pourquoi les mesures de prévention de la sécurité routière visent les jeunes, alors que les auteurs présumés d'accidents mortels de la route sont à 84 % des hommes. Pour l’État, ces comportements asociaux se traduisent en termes de forces de l’ordre, de justice, de services de santé. Pour la société, cela a des conséquences physiques, psychologiques pour les victimes, entraînant perte de productivité ou destruction de biens.
Pour évaluer le coût, elle établit le montant des dépenses imputables aux comportements des hommes et celui des dépenses imputables aux comportements des femmes. Elle s'appuie sur le rapport Quinet, paru en 2013 et basé sur les travaux de l’OCDE. Les comportements à risques et violents des hommes coûtent 95 milliards d’euros par an, soit à peu près le déficit annuel du budget général de la France.
L'auteur annonce page 19 de son ouvrage, que cette méthode est « imprécise et limitée ». Clémence Clos (maître de conférence en sociologie des organisations à l'université de Grenoble) et Mathilde Royet (professeur agrégé de philosophie), auteurs de la revue scientifique Nouvelles Questions féministes, fondée en 1981 par Simone de Beauvoir, en signalent les limites dans leur article « Le coût de la virilité » ou les déboires du féminisme libéral : problèmes épistémologiques et enjeux politiques d’une mesure.
L'interprétation de cet ouvrage dans les médias est multiforme, allant du "coût de la masculinité" au "coût des delinquants et criminels masculins"

## Publication
- Le Coût de la virilité : ce que la France économiserait si les hommes se comportaient comme les femmes, Paris, Anne Carrière, mars 2021, 208 p. (ISBN 978-2-84337-999-4)
- Sororité,lePacte, Paris, inédit Éditions du Livre de Poche, mars 2025, 192 p. (ISBN 9782253239017)